# Амелія Андерсдоттер
Амелія Андерсдоттер (швед. Amelia Andersdotter; 30 серпня 1987, Енчепінг, Уппсала, Швеція) — шведська політична діячка, депутатка Європарламенту з 2011 до 2014 року, обрана за списком Партії Піратів на виборах до Європарламенту 2009 року. 
Вона була під другим номером, після Крістіана Енгстрема.
Андерсдоттер живе в Лунді і вивчає математику у місцевому університеті. З 2007 року вона була міжнародною координаторкою Ung Pirat («Юний Пірат») — молодіжного крила Партії Піратів.